# Insektizid

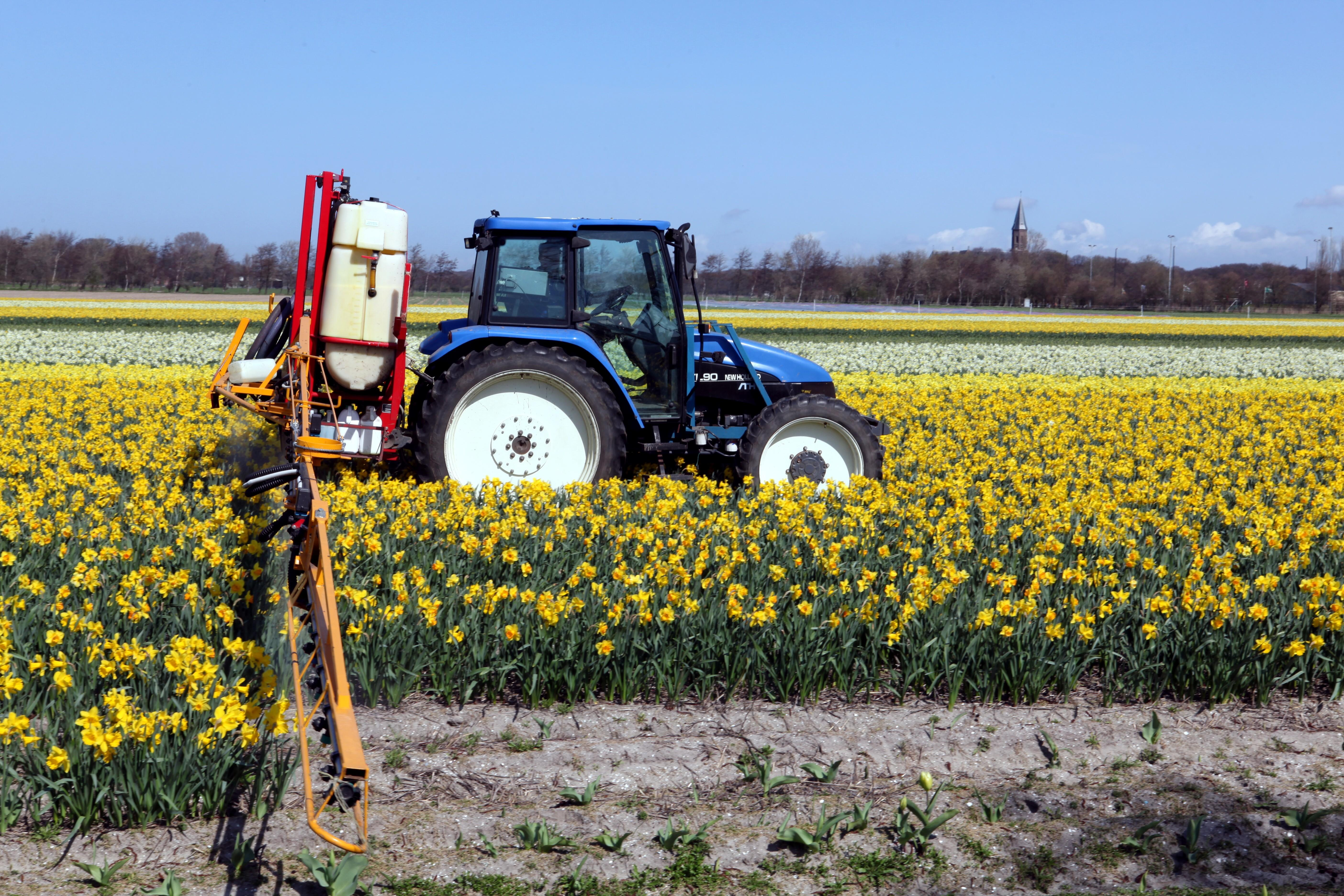
Traktor bei der Ausbringung von Pflanzenschutzmitteln

Ein Insektizid (lateinisch insecta ‚Insekten‘ und lat. caedere ‚töten‘) ist ein Pestizid, das zur Abtötung, Vertreibung oder Hemmung von Insekten und deren Entwicklungsstadien verwendet wird (insektizide Wirkung). Die Begriffe Insektenvertilgungsmittel oder Insektenvernichtungsmittel sind gleichbedeutend. Insektizide werden in der Land- und Forstwirtschaft, zum Vorrats- und Materialschutz sowie im Hygienebereich und in privaten Haushalten angewendet. Einige Insektizide wie Lindan (seit 2007 in der EU verboten) werden zusätzlich zur lokalen Behandlung von Parasitosen verwendet.

## Geschichte

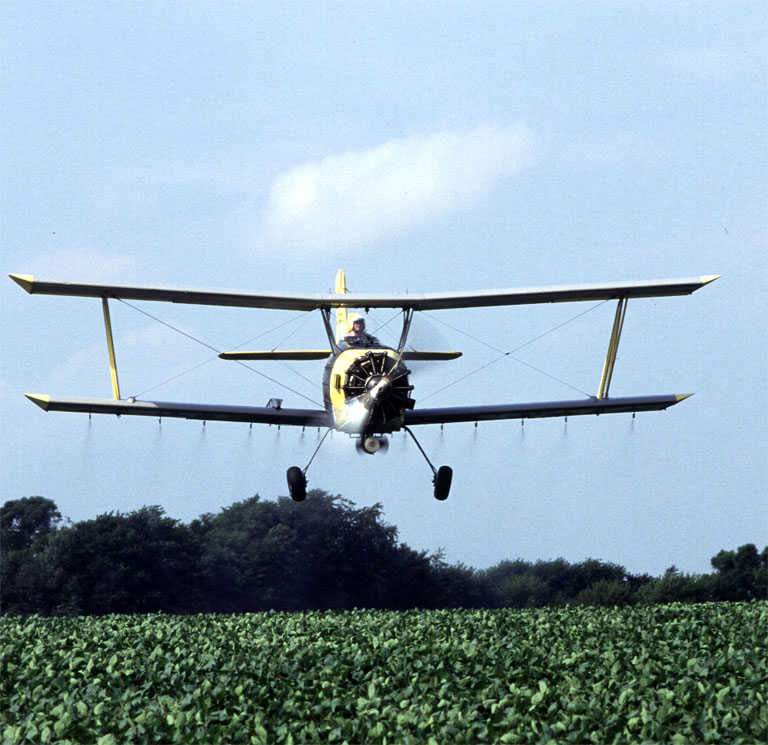
Agrarflugzeug, welches Insektizide über einem Feld versprüht. Diese Form der Pflanzenschutzmittelapplikation ist in der EU verboten

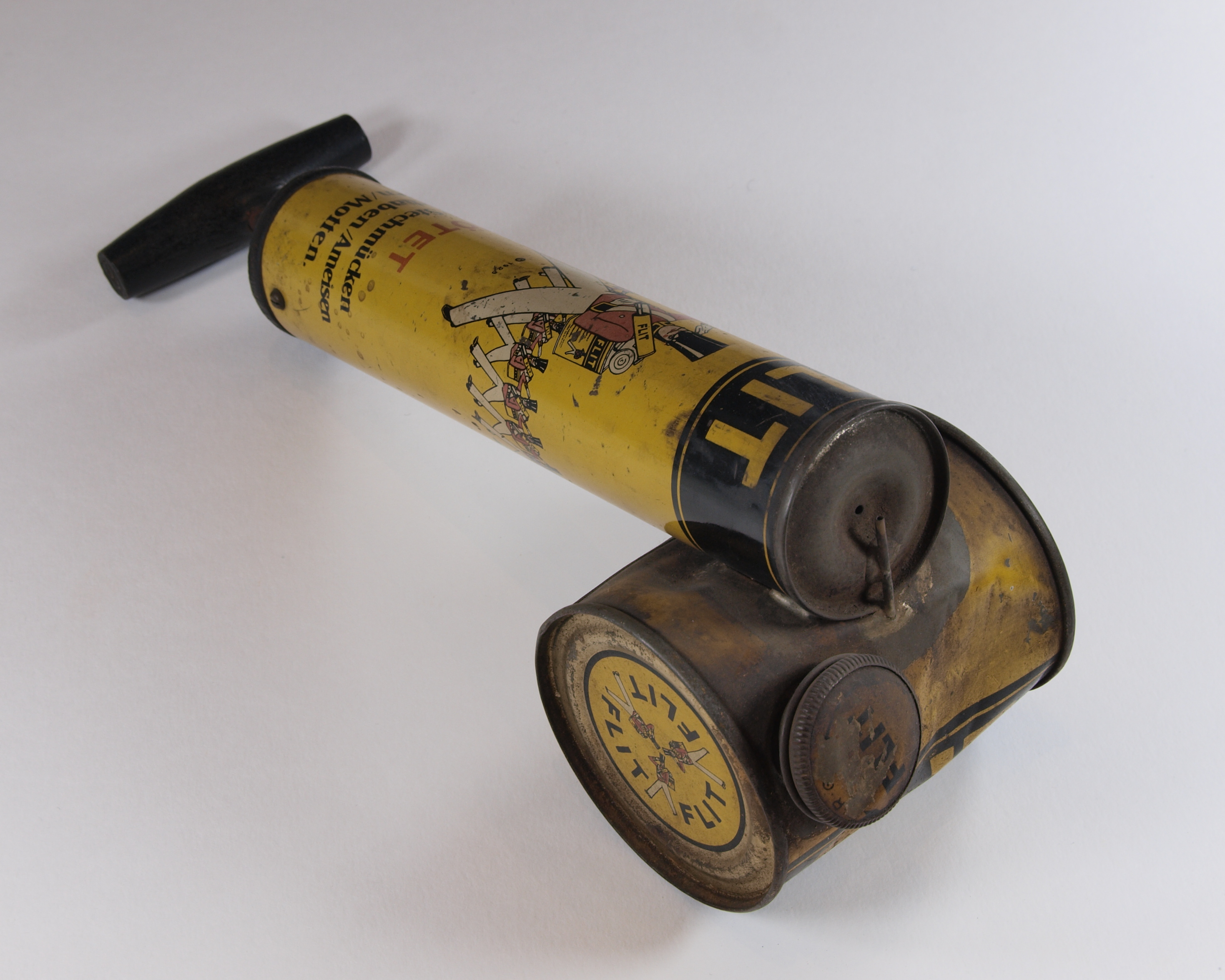
FLIT-Pumpzerstäuber für Insektizide von 1928

In der Frühzeit der menschlichen Entwicklung waren Plagen durch Insekten nicht selten.
In Wandmalereien oder in biblischen Texten wurde von den Heuschreckenplagen in Ägypten berichtet. Bei Homer wurde von der Anwendung von Schwefel als Pflanzenschutz gegen Schädlinge berichtet. Auch elementarer Schwefel vermischt mit Öl wurde zur Bekämpfung von Insekten bei Griechen und Römern genutzt. Bei Plinius dem Älteren wurde Arsen zur Bekämpfung von Insekten eingesetzt. Auch in China – so berichtete Marco Polo – wurde Arsen gegen Insekten eingesetzt. 1763 wurde das Nicotin entdeckt. Im 19. Jahrhundert wurde Schweinfurter Grün, ein kupferhaltiges Arsensalz, als Mittel gegen Insekten und Unkräuter angewandt. Bald folgten andere Salze aus Blei, Eisen, Quecksilber.
Das erste synthetische organische Insektizid war das Antinonnin (Dinitrokresol) von Bayer im Jahr 1892. 1938 wurde der erste wirksame Phosphorsäureester (Tetraethylpyrophosphat) von Gerhard Schrader entwickelt.
1939 wurde von Paul Hermann Müller das Dichlordiphenyltrichlorethan (DDT) als Insektizid untersucht. DDT fand eine sehr breite Anwendung beim Kampf gegen Insekten. Erst viel später zeigten sich die nachteiligen Folgen wie schlechte biologische Abbaubarkeit und Anreicherung im Fettgewebe von Säugetieren. Zwischen 1945 und 1950 wurden weitere chlororganische Verbindungen (Chlordan, Lindan, Aldrin, Dieldrin) als Insektizide entwickelt. Ab 1972 wurden viele chlororganische Verbindungen verboten, da sie sich in der Nahrungskette bei Säugetieren im Fettgewebe anreichern (siehe Pflanzenschutzmittel). Die als „schmutzige Sieben“ bezeichneten Insektizide Aldrin, Chlordan, Dieldrin, DDT, Endrin, Heptachlor und Lindan sind heute nahezu weltweit verboten, beispielsweise durch nationales, europäisches oder internationales (Völker-)Recht (Stockholmer Übereinkommen). Gleiches gilt für Mirex.
Zwischen 1950 und 1967 kamen die Carbamate (Carbaryl, Aldicarb, Carbofuran) als Insektizide auf den Markt. Anfang der 1970er Jahre kamen die Oximcarbamate hinzu.
Eine weitere sehr wichtige Wirkstoffgruppe leitet sich von den Inhaltsstoffen der Chrysanthemenblüte – dem Pyrethrum – ab. Mitte der siebziger Jahre kamen sehr wirksame synthetische Pyrethroide wie Deltamethrin und Permethrin als Insektizide auf den Markt.
Ende der 1980er Jahre wurde die Wirkstoffklasse der Neonicotinoide eingeführt. Mittlerweile sind sie die weltweit am häufigsten angewendeten Insektizide. Sie werden in Zusammenhang mit dem Bienensterben seit 2000 gebracht.

## Nomenklatur
Neben den chemischen Namen sind für Insektizide national gebräuchliche Namen, etwa nach der British Standards Institution (BSI) oder dem American National Standards Institute (ANSI), aber auch gemäß der International Organization for Standardization (ISO) üblich. Die Liste der ISO-Namen wird ständig erweitert und regelmäßig aktualisiert. Die ISO-Namen werden auf Englisch, Französisch und Russisch vergeben, wobei der englischsprachige ISO-Name nicht immer identisch mit dem BSI- oder ANSI-Namen ist. Für Insektizide, die auch als Arzneistoffe in der Human- oder Veterinärmedizin verwendet werden, gibt es auch internationale Freinamen (INN).

## Grundsätzliches
Die Wirkstoffaufnahme kann über die Atemwege (Atemgifte), den Magen-Darm-Trakt (Fraßgifte) oder per Berührung (Kontaktgifte) erfolgen.
Es können auch Insektenpheromone genutzt werden. Diese locken Insekten an, die dann durch Vergiftung mit Insektiziden oder mechanische Verfahren getötet werden (Lockstofffalle).
Bei allen Insektiziden besteht bei längerer Verabreichung die Gefahr der Resistenzbildung. Daher wechselt man im Pflanzenschutz zwischen verschiedenen Wirkstoffklassen.
Ferner ist man bemüht, nur die schädlichen Insekten zu treffen. Nützlinge wie Räuber (Marienkäfer) und Bestäuber (Bienen und Hummeln) sollten geschont werden.

## Hemmung der Nervenleitung

Pralidoxim-iodid

Obidoxim

Bei der Signalübertragung von Nervenzellen auf nachgeschaltete Zellen in Muskeln – und teils auch im Gehirn – existiert zwischen den einzelnen Zellen ein synaptischer Spalt, in dem die Substanz Acetylcholin für die Weiterleitung eines Nervenimpulses verantwortlich ist. Damit die Signalübertragung schnell wieder beendet werden kann, wird das Acetylcholin an der Oberfläche des synaptischen Spaltes wieder zerlegt – hierfür ist im synaptischen Spalt das Enzym Acetylcholinesterase verantwortlich.
Auch Insekten verfügen über eine derartige Signalweitergabe. Es gibt chemische Pflanzenschutzmittel, die bei Nahrungsaufnahme, Körperkontakt (Kontaktgift) oder durch Einatmen in den synaptischen Spalt eines Insektes (oder eines Menschen) gelangen und dort das Enzym Acetylcholinesterase deaktivieren können. Zu den Substanzen gehören beispielsweise die Phosphorsäureester und Carbamate.
Durch Abwandlungen der chemischen Struktur und Beachtung der Dosierungsanleitung kann die mögliche Giftwirkung beim Gebrauch (nur für den Menschen) deutlich verringert werden. Die Phosphorsäureester und Carbamate werden nach wenigen Wochen in der Umwelt abgebaut, wodurch sie in ihrer Giftwirkung nur kurzzeitig für Insekten schädlich sind, für die Menschen beim Nahrungsmittelverzehr besteht dann kaum noch ein Risiko.
Zur Behandlung von akuten Vergiftungen mit Organophosphaten muss dem Vergifteten schnellstens Atropin und ein Oximether wie Pralidoximiodid (2-PAM) oder Obidoximchlorid (Toxoginin) verabreicht werden.

### Wichtige Substanzklassen

#### Phosphorsäureester
Phosphorsäureester gehören zu einer bedeutenden Substanzklasse bei den Insektiziden.
Durch den Austausch von am Phosphor gebundenen Sauerstoff gegen Schwefel (Thiophosphorsäureester) sind Phosphorsäureester weniger toxisch für Säugetiere, auch der Einsatz von Methoxygruppen statt Ethoxygruppen verringert die Giftwirkung für Säugetiere.
Ist eine Carbethoxygruppe enthalten, wie z. B. beim Malathion, so wird diese in der Leber eines Säugetiers zu einer Carboxygruppe umgewandelt, die deutlich weniger toxisch ist, da die Verbindung aufgrund der Wasserlöslichkeit leicht ausgeschieden wird. Bei Insekten findet ein derartiger Prozess nicht statt, Malathion behält für Insekten die volle Giftwirkung.
Wichtige Vertreter sind:
- Parathion
- Disulfoton
- Demeton (siehe Demeton-S und Demeton-O)
- Malathion
- Prothoat
- Dichlorvos
- Naled
- Fenchlorphos
- Methacrifos
- Methamidophos
- Tetrachlorvinphos
- Oxydemeton-methyl
- Phosphamidon

#### Carbamate
Die Substanzklasse der Carbamate besteht aus Verbindungen des Typus RO–CO–NR2. Weiterhin gibt es die Gruppe der Oximcarbonate der Struktur R2C=N–OCO–NR2.
Wichtige Vertreter sind:
- Carbaryl
- Carbofuran
- Carbosulfan
- Xylylcarb
- Aldicarb
- Methomyl
- Cartap

#### Neonicotinoide
Neonicotinoide binden an den nikotinischen Acetylcholinrezeptor, werden aber durch die Acetylcholinesterase nicht abgebaut, wodurch es zu einem Dauerreiz kommt.
Zur Gruppe der Neonicotinoide gehören eine Reihe von Wirkstoffen wie beispielsweise Thiacloprid, Thiamethoxam, Acetamiprid, Imidacloprid und Clothianidin.
Handelsnamen dieser Wirkstoffe sind Advantage, Gaucho, Provado, Biscaya u. a.
Die bevorzugte Anwendungsform in dieser Stoffgruppe ist die Saatgutbeizung. Auf diese Weise soll eine Beeinträchtigung von Nutzorganismen verhindert und der Wirkbereich auf Fraßinsekten begrenzt werden. Aufgrund von Verfahrensfehlern bei der Produktion und der Aussaat kam es allerdings wiederholt zu Massensterben von Bienenvölkern und Nutzorganismen, sodass diese wirtschaftlich erfolgreiche Stoffgruppe in die Kritik geraten ist und Produkte mit diesen Wirkstoffen teilweise verboten wurden.
Wegen ihrer hohen Persistenz besteht bei Vertretern der Neonicotinoide das Risiko von Anreicherungen in Böden und Oberflächenwässern. Neonicotinoide haben zudem nicht nur direkte toxische Wirkungen auf Bienen, sondern auch ihre Fähigkeit zur Nahrungssuche, Navigation und Fortpflanzung können beeinträchtigen werden. Diese subletalen Effekte können langfristige Auswirkungen auf die Gesundheit und Vitalität von Bienenvölkern haben.

## Wirkstoffe ohne Hemmung der Acetylcholinesterase

### Pyrethroide
Pyrethroide sind von den in Chrysanthemen vorkommenden Pyrethrinen abgeleitete chemische Verbindungen.
Pyrethroide wie Deltamethrin haben etwa eine 400-mal höhere Giftigkeit gegenüber Insekten als das Pyrethrin. Die Pyrethroide wirken auf die Ionenkanäle von Nervenzellen bei der Reizleitung.
Wichtige Vertreter sind:
- Allethrine
- Permethrin
- Deltamethrin
- Cyfluthrin
- Cyhalothrin
- Cypermethrin

Im Freien werden Pyrethroide besser abgebaut als in Wohnräumen. Beispielsweise wird Permethrin unter Innenraumbedingungen nach 3 Monaten erst zu 10 % abgebaut, womit eine lang anhaltende Kontamination zu erwarten ist.
Pyrethroide sind fettlöslich und können sich möglicherweise im menschlichen Fettgewebe ansammeln. Sie haben auch eine schwache Giftwirkung, die sich durch Übelkeit, Erbrechen, Kopfschmerzen, Schwindel äußert.

### Sonstige Wirkstoffe
Ein weiterer Wirkstoff, der ebenfalls auf den Natrium-Ionenkanal wirkt, ist das Indoxacarb, welcher zu den spannungsabhängigen Natriumkanal-Blockern gehört.
Eine andere Stoffgruppe sind die Avermectine. Diese Verbindungen wirken auf den Chlorid-Ionenkanal der Nervenleitung. Sie werden durch Fermentation gewonnen und sind dadurch sehr teuer.
Eine weitere Stoffgruppe wirkt auf die Entwicklung von Insekten im Larvenstadium. Hier wird die Biosynthese des Chitinpanzers beeinflusst. Benzoylharnstoffe wie Diflubenzuron hemmen die Chitinbiosynthese. Andere Wirkstoffe wie Fenoxycarb und Pyriproxyfen wirken als Analogon zum Juvenilhormon und verhindern die Weiterentwicklung der Larve zum adulten Tier.
Junge Wirkstoffgruppen sind die Gleichflügler-selektiven Hemmer (Flonicamid und Pymetrozin) sowie die Ryanodin-Rezeptor-Modulatoren (Chlorantraniliprol, Cyantraniliprol und Flubendiamid).
Als Wirkungsverstärker werden Synergisten wie Piperonylbutoxid eingesetzt, die im Insektenkörper Cytochrom-P450-Enzyme blocken und damit eine Entgiftung unterbinden.

## Wirtschaftliche Bedeutung
2017 wurden in Deutschland 17.652 Tonnen Insektizide (inkl. Akarizide und Pheromone) abgegeben. Nach Zahlen aus dem Jahr 2013 zählen zu den umsatzstärksten Insektizdklassen die Neonicotinoide (27 %), Pyrethroide (16 %), Organophosphate (11 %), Diamide (8 %), Avermectine (7 %) und die Phenylpyrazole/Fipronil (5 %).

## Verbreitung
Nach einer im Frühjahr 2015 in Deutschland veröffentlichten Studie war bei der Hälfte aller in Gewässern nachgewiesenen Insektizide weltweit die gefundene Konzentration höher, als sie laut behördlichen Zulassungsverfahren sein dürfte. Die amtierende Präsidentin des deutschen Umweltbundesamts warnte, besonders kleinere Gewässer seien hoch belastet und würden auch noch zu wenig überwacht.
Der Baumwollanbau verbraucht 24 Prozent aller Insektizide.

## Natürliche Insektizide
Über die beschriebenen synthetisch hergestellten gibt es auch natürlich, z. B. auf der Basis von Pilzen (Paecilomyces fumosoroseus), Fadenwürmern (Nematoda), Bakterien (Bacteria) (Bacillus thuringiensis, produziert Bt-Toxine) und Viren gewonnene Insektizide. Eine Zusammenstellung von höheren Pflanzen, aus denen Insektizide gewonnen werden, findet sich im auch Artikel Nutzpflanzen.
| Stoff                                                      | Stoffgruppe                                | Stammpflanze (Organ, Gehalt)                                                               | Wirkung                                                                      |
| ---------------------------------------------------------- | ------------------------------------------ | ------------------------------------------------------------------------------------------ | ---------------------------------------------------------------------------- |
| Nikotin                                                    | Alkaloid                                   | Nicotiana tabacum, Nicotiana rustica (Blätter 5–14 %)                                      | Fraß-, Kontakt- und Atemgift (tödliche Dosis beim Menschen über 500 mg)      |
| Anabasin                                                   | Alkaloid                                   | Anabasis aphylla (Blätter 1–2,6 %)                                                         | Fraß-, Kontakt- und Atemgift (tödliche Dosis beim Menschen über 500 mg)      |
| Piperin                                                    | Alkaloid                                   | Piper nigrum (Samen) und andere Pflanzen                                                   | Synergist (für Wirbeltiere praktisch ungiftig)                               |
| Veratridin-Alkaloide (Cevadin, Veratridin)                 | Alkaloid                                   | Schoenocaulon officinale (Samen 2–4 %), Veratrum album, Veratrum viride (Wurzel)           | selektives Kontakt- und Fraßgift (auch für Menschen giftig)                  |
| Ryanodin                                                   | Diterpenderivat                            | Ryania speciosa (Holz 0,16–0,2 %)                                                          | Orales Fressgift (Magengift), Selektivwirkung (Vertebratentoxizität gering)  |
| Wilfordin                                                  | Alkaloid                                   | Tripterygium wilfordii (Wurzel)                                                            | selektives Fraßgift z. B. bei Lagerschädlingen (Vertebratentoxizität gering) |
| Quassin, Neoquassin Picrasmin                              | Diterpenoide Lactone                       | Quassia amara (Holz) Picrasma excelsa (Holz)                                               | Selektivwirkung (keine Giftwirkung auf Vertebraten)                          |
| Sesamin                                                    | Kristalline Fraktion des Sesamöls (0,25 %) | Sesamum indicum (Samen)                                                                    | Synergist (sehr niedrige Vertebratentoxizität)                               |
| Rotenon (Elliptol, Sumatrol, Malacol, Deguelin, Toxicarol) | Rotenoide                                  | Derris elliptica Außerdem 57 Pflanzen aus 5 Familien                                       | Kontaktgift, Fraßgift (tödliche Dosis beim Menschen 2000–3000 mg)            |
| Pyrethrin, Cinerin, Jasmolin                               | Pyrethrine                                 | Chrysanthemum cineriaefolium, Chrysanthemum roseum, Chrysanthemum carneum (Blüten 0,7–3 %) | Kontaktgift (toxisch für Wirbeltiere)                                        |

## Toxikologische Kennwerte von Insektiziden
Die toxische Wirkung einer Chemikalie auf einen Organismus und dessen biologische Systeme ist dosisabhängig. In hohen Konzentrationen haben die meisten Chemikalien schädliche Auswirkungen auf Organismen und deren biologische Prozesse. Da viele biologischen Prozesse abhängig vom Organismus sind, unterscheiden sich die folgenden Kennwerte dementsprechend. Zur sicheren Handhabbarkeit von Insektiziden sind beispielsweise Chemikalien erwünscht, die eine geringe toxische Wirkung auf Menschen und die Umwelt, jedoch eine hohe toxische Wirkung auf die Schadinsekten besitzen.
Zur Bewertung der Toxizität eines Stoffes, wie beispielsweise von Insektiziden, wird deshalb häufig die LD50 (LD = letale Dosis) herangezogen. Dieser Wert gibt die Menge des Chemikalie pro Gewichtseinheit an, die erforderlich ist, um 50 % einer bestimmten Population der untersuchten Tierart zu töten. Die Angabe erfolgt üblicherweise in Milligramm pro Kilogramm Körpergewicht (mg/kg) oder in spezifischen Einheiten wie mg pro Individuum (z. B. mg pro Fliegenweibchen).
In einigen Fällen lässt sich die exakte Dosis, die ein Insekt aufgenommen hat, nicht direkt bestimmen. Stattdessen wird die LC50 (LC = letale Konzentration) verwendet. Diese gibt die Konzentration einer toxischen Substanz in einem Medium, beispielsweise Wasser oder Luft, an, die innerhalb eines bestimmten Zeitraums 50 % der exponierten Organismen tötet. Dies ist insbesondere bei Tests mit Mückenlarven oder Fischen eine gängige Methode.
Ein weiteres Maß für die Toxizität ist die LT50 (letale Zeit), welche die Zeitdauer beschreibt, die erforderlich ist, um 50 % einer Population bei einer bestimmten Dosis oder Konzentration zu töten. Diese Methode erfordert vergleichsweise wenige Versuchstiere und wird daher oft in Feldversuchen eingesetzt, insbesondere wenn nur eine begrenzte Anzahl von Individuen verfügbar ist (z. B. bei WHO-Standardtests für Schaben).
In bestimmten Anwendungen (zum Beispiel für Küchenschaben) ist nicht die Letalität, sondern die Geschwindigkeit der Wirkung entscheidend. So kann die Knockdown-Rate ein wichtigeres Kriterium zur Bewertung eines Insektizids sein als die tatsächliche Sterblichkeit. In solchen Fällen werden die KD50 (mittlere Knockdown-Dosis die bei 50 % der Insekten Bewegungsunfähigkeit auslöst) und die KT50 (Knockdown-Zeit bis zu der 50 % der Insekten bewegungsunfähig sind) bestimmt. Weiterhin wird in einigen Anwendungen eine IT95 (Inhibition Time für 95 % der Organismen) angegeben. Diese gibt an, innerhalb welcher Zeit die Insekten ihre Schadwirkung einstellen, zum Beispiel das Stechen von Mücken bei Nutzung eines Repellents.
Es gibt jedoch auch Situationen, in denen weder Tötung noch Knockdown das gewünschte Ziel sind. Ein Beispiel sind Chemosterilisierungsmittel, die Insekten nicht töten, sondern sie steril machen sollen, ohne ihre Vitalität zu beeinträchtigen. Hierbei werden die chemischen Wirkstoffe anhand ihrer Auswirkungen auf Fruchtbarkeit und Fertilität bewertet. Die dabei verwendeten Messgrößen sind die ED50 (effektive Dosis) und die EC50 (effektive Konzentration), die den Grad der gewünschten Wirkung angeben.